# Dicranomyia kansuensis
Dicranomyia kansuensis är en tvåvingeart som först beskrevs av Alexander 1930.  Dicranomyia kansuensis ingår i släktet Dicranomyia och familjen småharkrankar. Inga underarter finns listade i Catalogue of Life.